# Gewerkschaftssoziologie
Gewerkschaftssoziologie ist, ähnlich wie die Parteiensoziologie, ein Teilgebiet der Organisationssoziologie. Aber während diese eher an formalen Strukturen und ihren Folgen interessiert ist, befasst sich die Gewerkschaftssoziologie mit den sozio-politischen Funktionen von Massenorganisationen und mit dem Verhältnis von Führung und Mitgliedern im Spannungsverhältnis von Bürokratie und Demokratie. Als ihre Begründer gelten Robert Michels und Seymour Martin Lipset.

## Ursprünge
Der deutsche Soziologe Michels hat in seiner klassischen Studie „Zur Soziologie des Parteiwesens“ (1911) neben der Sozialdemokratie zugleich die mit ihr verbündeten Gewerkschaften untersucht und als Ergebnis das „eherne Gesetz der Oligarchie“ formuliert. Deren Kern besagt: Jede Massenorganisation tendiert zur „Herrschaft der Gewählten über die Wähler, der Beauftragten über die Auftraggeber, der Delegierten über die Delegierenden“ Demzufolge geraten die Mitglieder aus organisationstechnischen und organisationspolitischen Zwängen zur Zentralisierung und Oligarchisierung in eine irreversible Abhängigkeit von den Führungen; denn für das Funktionieren großer Organisationen sind Fachwissen, arbeitsteilige Verwaltung, Hierarchie der Kompetenzen, zentrale Leitung und schnelle Entschlüsse unvermeidlich.
Gemeinsam mit zwei Kollegen hat der amerikanische Soziologe Lipset in einer späteren Untersuchung (1956) über die amerikanische Typographen-Gewerkschaften (International Typographic Union) und ihre demokratische Verfassung (Union Democracy) die These Michels’ kritisch überprüft. Ihr Befund: Unter spezifischen Voraussetzungen, wie das Bestehen eines gewerkschaftlichen Zwei-Parteien-Systems, kann das „eherne Gesetz der Oligarchie“ außer Kraft gesetzt werden. Anders als Michels, dessen Idee von Demokratie auf der Idealvorstellung einer Identität von Herrschenden und Beherrschten beruht, verstehen die amerikanischen Soziologen Demokratie als ein System von Regeln zur Auswahl des Führungspersonals mit organisierter Opposition bzw. Fraktionsbildung.

## Weitere Entwicklung
In Deutschland haben zur Gewerkschaftssoziologie vor dem Zweiten Weltkrieg Theodor Cassau, Karl Zwing, Adolf Weber und Goetz Briefs beigetragen. Briefs hat zudem nach dem Zweiten Weltkrieg wichtige Arbeiten zu diesem Thema vorgelegt. Neben ihm haben Theo Pirker, Joachim Bergmann, Walther Müller-Jentsch sowie Wolfgang Streeck mit ihren Publikationen die Gewerkschaftssoziologie in der Bundesrepublik Deutschland bestimmt. Eines ihrer Hauptthemen ist das folgenreiche Spannungsverhältnis, welches die Gewerkschaften durch ihre Einbeziehung in wirtschaftspolitische Steuerungsprozesse (Einkommenspolitik, Tripartismus, Neokorporatismus) auszutragen haben. Kennzeichnend dafür sind die aus den widerstreitenden Anforderungen von „Mitgliederinteressen und Systemzwängen“ (Bergmann/Jacobi/Müller-Jentsch) bzw. von „Mitgliedschaftslogik und Einflußlogik“ (Schmitter/Streeck) resultierenden Dilemmata gewerkschaftlicher Massenorganisationen.
Als wichtige Akteure im Wirtschafts- und Arbeitsleben sind die Gewerkschaften auch Forschungsgegenstand der Wirtschafts-, Industrie- und Betriebssoziologie. Die Abgrenzungen sind fließend. Daneben befasst sich die politologische Verbändeforschung mit den Gewerkschaften.

### Die Klassiker
- Robert Michels: Zur Soziologie des Parteiwesens in der modernen Demokratie. Reprint der 2. Aufl. (1925), Stuttgart 1970.
- Seymour Martin Lipset / Martin A. Trow / James S. Coleman: Union Democracy: The Internal Politics of the International Typographical Union. New York 1956.

### Weitere Schlüsselwerke
- Joachim Bergmann / Otto Jacobi / Walther Müller-Jentsch 1979: Gewerkschaften in der Bundesrepublik. Bd. 1: Gewerkschaftliche Lohnpolitik zwischen Mitgliederinteressen und ökonomischen Systemzwängen. 3. Aufl., Campüs, Frankfurt am Main 1979.
- Joachim Bergmann (Hrsg.): Beiträge zur Soziologie der Gewerkschaften. Suhrkamp, Frankfurt am Main 1979.
- Goetz Briefs: Gewerkschaftswesen und Gewerkschaftspolitik. In: Handwörterbuch der Staatswissenschaften, Bd. IV, 4. Aufl., Jena 1927, S. 1108–1150.
- Goetz Briefs: Zwischen Kapitalismus und Syndikalismus. Gewerkschaften am Scheideweg. Francke, Bern 1952.
- Theodor Cassau: Die Gewerkschaftsbewegung. Ihre Soziologie und ihr Kampf. Halberstadt 1925.
- Thomas Haipeter / Klaus Dörre (Hrsg.): Gewerkschaftliche Modernisierung. VS Verlag, Wiesbaden 2011.
- Walther Müller-Jentsch: Gewerkschaften als intermediäre Organisationen. In: Kölner Zeitschrift für Soziologie und Sozialpsychologie, Sonderheft 24/1982, S. 408–432.
- Walther Müller-Jentsch: Gewerkschaften und Soziale Marktwirtschaft seit 1945. Reclam, Stuttgart 2011.
- Theo Pirker: Die blinde Macht. Die Gewerkschaftsbewegung in Westdeutschland. Teil 1: 1945-1952: Vom 'Ende des Kapitalismus' zur Zähmung der Gewerkschaften. Teil 2: 1953-1960: Weg und Rolle der Gewerkschaften im neuen Kapitalismus. Berlin 1979 (zuerst 1960).
- Wolfgang Streeck: Gewerkschaftliche Organisationsprobleme in der sozialstaatlichen Demokratie. Athenäum, Königstein/Taunus 1981.
- Adolf Weber: Der Kampf zwischen Kapital und Arbeit. Gewerkschaften und Arbeitgeberverbände in Deutschland. Tübingen 1954 (zuerst 1910).
- Hansjörg Weitbrecht: Effektivität  und Legitimität der Tarifautonomie. Eine soziologische Untersuchung am Beispiel der deutschen Metallindustrie. Duncker & Humblot, Berlin 1969.
- Helmut Wiesenthal: Kritischer Rückblick auf die emphatische Gewerkschaftstheorie (1988). In: Ders.: Rationalität und Organisation 1: Akteur- und Organisationstheorie. Springer VS, Wiesbaden 2018, Kapitel 10.
- Karl Zwing: Soziologie der Gewerkschaftsbewegung. Teil 1: Gewerkschaften und Wirtschaft. Verlag Gewerkschafts-Archiv, Jena 1925.